# 马略勒
马略勒（法語：Marieulles，法語發音：[maʁjœl]）是法国摩泽尔省的一个市镇，位于梅斯市区南部，属于梅斯区和梅斯都会区城市圈社区。

## 地理
马略勒（48°59'56"N, 6°6'1"E）面积8.19 平方千米，位于法国大東部大區摩泽尔省，该省份为法国东北部内陆省份，是洛林的一部分，西南接默尔特-摩泽尔省，东临下莱茵省，北与卢森堡和德国接壤。
与马略勒接壤的市镇（或旧市镇、城区）包括：阿里、宽莱屈夫里、塞耶河畔宽、摩泽尔河畔科尔尼、费伊、洛里-马尔迪尼、普尔努瓦拉谢蒂沃、锡莱尼。

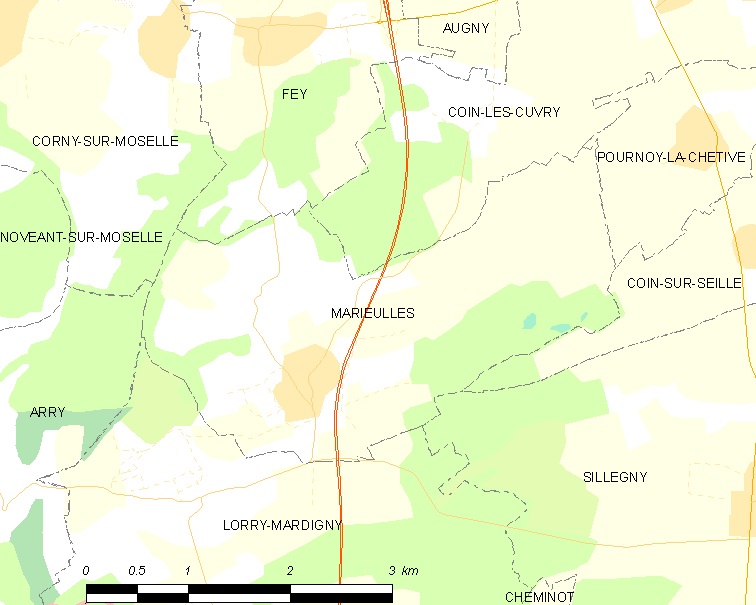
马略勒的OSM定位图

马略勒的时区为UTC+01:00、UTC+02:00（夏令时）。

## 行政
马略勒的邮政编码为57420，INSEE市镇编码为57445。

## 政治
马略勒所属的省级选区为摩泽尔山坡县。

## 人口

1962-2008年间马略勒人口变化图示

马略勒于2022年1月1日时的人口数量为699人。